# لئوناردو دوک
لئوناردو دوک (انگلیسی: Leonardo Duque؛ زادهٔ ۱۰ آوریل ۱۹۸۰) دوچرخه‌سوار اهل کلمبیا است.
از باشگاه‌هایی که در آن بازی کرده‌است می‌توان به تیم دوچرخه‌سواری کوفیدیس، دلکو–مارسی پوونس کی‌تی‌ام، و تیم دوچرخه‌سواری کلمبیا اشاره کرد.